# Onthophagus buculus
Onthophagus buculus é uma espécie de inseto do género Onthophagus da família Scarabaeidae da ordem Coleoptera.

## História
Foi descrita cientificamente pela primeira vez no ano de 1829 por Mannerheim.